# رایت-مارتین
رایت-مارتین (به انگلیسی: Wright-Martin) شرکتی ترکیبی بین رایت کمپانی و گلن ال. مارتین کمپانی بود. در سال ۱۹۱۹ شرکت برادران رایت بخشی از سهام خود را به شرکت مارتین فروخت که شامل فناوری هم می‌شد. شرکت رایت مارتین به این صورت شکل گرفت و برادران رایت تصمیم گرفتند شرکت جدیدی با نام رایت ایروناتیکال تأسیس کنند. برادران رایت در سال ۱۹۲۹ رایت اروناتیکال را نیز بهمراه فناوری به شرکت هواگردسازی و موتورسازی کورتیس فروختند و به این صورت فناوری خود را دوبار به شرکتهای مارتین و کورتیس فروختند.